# کنسولگری سابق آلمان در تبریز
کنسولگری سابق آلمان در تبریز (و بعدها: مدرسه سمیه) به شمارهٔ ۳۳۲۸۰ در تاریخ ۱۴۰۰/۳/۵ در فهرست آثار ملی ایران به ثبت رسیده‌است.
این بنا، یک مکان دیپلماتیک و سیاسی در تبریز بود که در محله بارون آواک تبریز در سال ۱۹۰۰ میلادی تأسیس شد.
این کنسولگری در دوران نخست‌وزیری دکتر مصدق بسته شد غیر از کنسولگری ایالات متحده و کنسولگری اتحاد جماهیر شوروی که به فعالیت خود تا زمان انقلاب اسلامی ادامه دادند.
طبق اعلام کارشناسان تاریخی کنسولگری آلمان در دوران مشروطه در محله بارون آواک احداث شده و یکی از معدود ساختمانهای کنسولگری باقی مانده تبریز قلمداد می‌گردد که در میان باغی باقی مانده‌است و در صورت ساماندهی و مرمت به یکی از مکانهای گردشگری تبریز می‌تواند تبدیل شود.